# Фонос
Фонос (др.-греч. Φονος) — в древнегреческой мифологии олицетворение убийства.

## Мифология

### Гесиод
В Теогонии Гесиода (226—232) была описана генеалогия Фоноса вместе с другими его братьями и сёстрами:
«И ненавистная Эрида родила болезненного Поноса,
Лету и Лимоса и слезливого Алгоса;
Гисмин , Мэки, Фонос и Андроктасия;
Некея, Псевдия, Логос и Амфиллогия
Дисномия и Ата рядом друг с другом,
и Хоркос, который больше всего поражает людей на земле,
Когда желающий даёт ложную клятву.»
В эпической поэме «Щит Геракла», приписываемая Гесиоду, Фонос был одной из многих фигур изображённых на щите.

### Эсхил
«… слушайте меня, боги, что чувствуете с нами! Свежей наградой искупите кровь давно совершенных дел. Да перестанет порождать потомство старое Убийство (Фонос)!».
«Амфиарай неоднократно упрекает могущественного Тидея (в войне „Семеро против Фив“) злобными именами: Убийца, создатель беспорядка в городе, главный учитель зла для жителей Аргоса, призыватель Эринии, слуга Фоноса».

### Квинт Смирнский
Фонос упоминается в мифах, он присутствует во время сражений вместе с другими божествами войны.
«Затем встретились фронты битвы: страх звенел по обе стороны. Тяжела была тогда борьба: Кидоимос пробирался сквозь толпу вместе с Фоносом с ужасным лицом…».